# Волгин, Валентин Викторович
Валентин Викторович Волгин (июнь 1913, Николаевск, — 29 июня 1984, Новосибирск) — советский энергетик, директор Новосибирских электросетей (1946—1951) и Новосибирской ТЭЦ-3 (1951—1975), отличник энергетики и электрификации СССР (1967).

## Биография
Родился в июне 1913 года в Николаевске. Учился на инженера-энергетика в Томском индустриальном институте, который окончил в 1938 году, после чего трудился в «Запсибэнерго».
Занимал должности главного инженера (1939—1946) и директора (1946—1951) Новосибирских электросетей. С 1951 по 1975 год руководил Новосибирской ТЭЦ-3. До 1984 года — старший инженер электроцеха.
Работал в системе энергетики 48 лет. Также был депутатом в городском совете.

## Награды
Ордена «Знак Почёта» (1966) и Трудового Красного Знамени, медали.